# Zeta Sagittarii
Zeta Sagittarii (Ascella, 38 Sagittarii) é uma estrela na direção da constelação de Sagittarius. Possui uma ascensão reta de 19h 02m 36.72s e uma declinação de −29° 52′ 48.4″. Sua magnitude aparente é igual a 2.60. Considerando sua distância de 89 anos-luz em relação à Terra, sua magnitude absoluta é igual a 0.42. Pertence à classe espectral A3IV.